# St. Stefan (Gemeinde Friesach)
St. Stefan ist eine Ortschaft in der Gemeinde Friesach im Bezirk Sankt Veit an der Glan in Kärnten (Österreich). Die Ortschaft hat 82 Einwohner (Stand 1. Jänner 2024). Sie liegt auf dem Gebiet der Katastralgemeinde St. Salvator.

## Lage
Die Ortschaft liegt etwa 3 ½ km nordwestlich des Stadtzentrums von Friesach, am Nordrand des Friesacher Felds, am Fuß der südöstlichsten Ausläufer der Metnitzer Alpen.
In der Ortschaft werden folgende Hofnamen geführt: Kropfhof (Haus Nr. 3), Unterer Schuster (Nr. 4), Oberer Schuster (Nr. 5), Knappkeusche (Nr. 11), Kernmaierhof (Nr. 15), Schuhwirth auf Kreuzer (Nr. 16) und Steckmar (Nr. 18).

## Geschichte

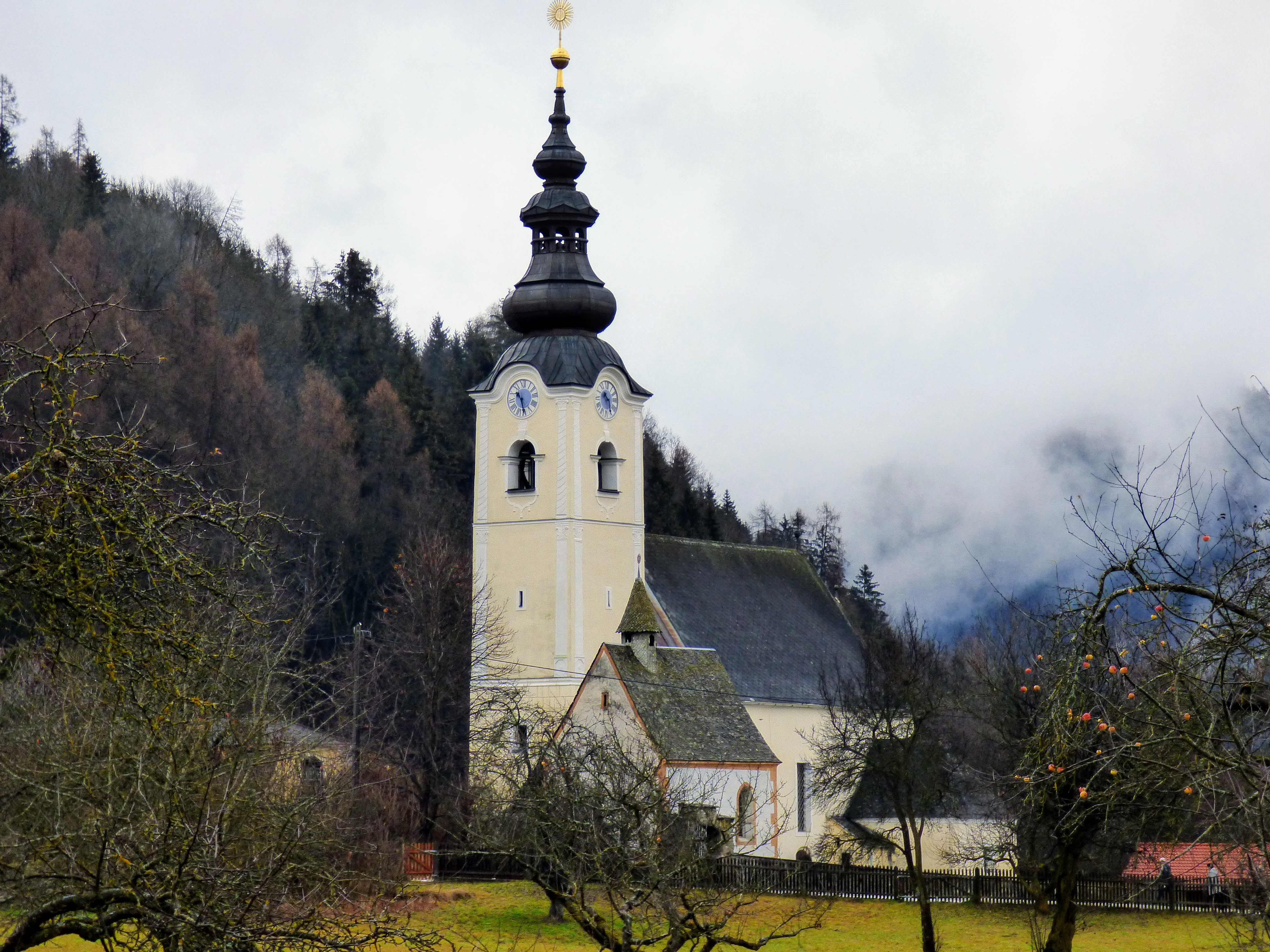
Kirche St. Stefan

St. Stefan ist der Pfarrort des benachbarten Dürnstein in der Steiermark und wurde als solcher schon im 12. Jahrhundert erwähnt.
Auf dem Gebiet der Steuergemeinde St. Salvator liegend, gehörte St. Stefan in der ersten Hälfte des 19. Jahrhunderts zum Steuerbezirk Dürnstein. Bei Gründung der Ortsgemeinden im Zuge der Reformen Mitte des 19. Jahrhunderts kam der Ort an die Gemeinde St. Salvator. Mit Jahresanfang 1973 wurde die Gemeinde St. Salvator aufgelöst, St. Stefan gehört seither zur Gemeinde Friesach.

## Bevölkerungsentwicklung
Für die Ortschaft ermittelte man folgende Einwohnerzahlen:
- 1869: 20 Häuser, 125 Einwohner[2]
- 1880: 17 Häuser, 127 Einwohner[3]
- 1890: 16 Häuser, 150 Einwohner[4]
- 1900: 17 Häuser, 139 Einwohner[5]
- 1910: 17 Häuser, 168 Einwohner[6]
- 1923: 17 Häuser, 129 Einwohner[7]
- 1934: 132 Einwohner[8]
- 1961: 18 Häuser, 111 Einwohner[9]
- 2001: 26 Gebäude (davon 23 mit Hauptwohnsitz) mit 37 Wohnungen; 82 Einwohner und 10 Nebenwohnsitzfälle; 33 Haushalte; 0 Arbeitsstätten, 7 land- und forstwirtschaftliche Betriebe[10]
- 2011: 29 Gebäude, 87 Einwohner, 32 Haushalte, 2 Arbeitsstätten[11]
- 2021: 32 Gebäude, 80 Einwohner, 35 Haushalte, 7 Arbeitsstätten[12]

## Persönlichkeiten
- Franz Koralt, 1872 – 1942, Komponist, geboren und aufgewachsen in St. Stefan
- Maria Silbert, geb. Koralt, 1866 – 1936, Medium, geboren und aufgewachsen in St. Stefan